# Luise von Anhalt-Bernburg

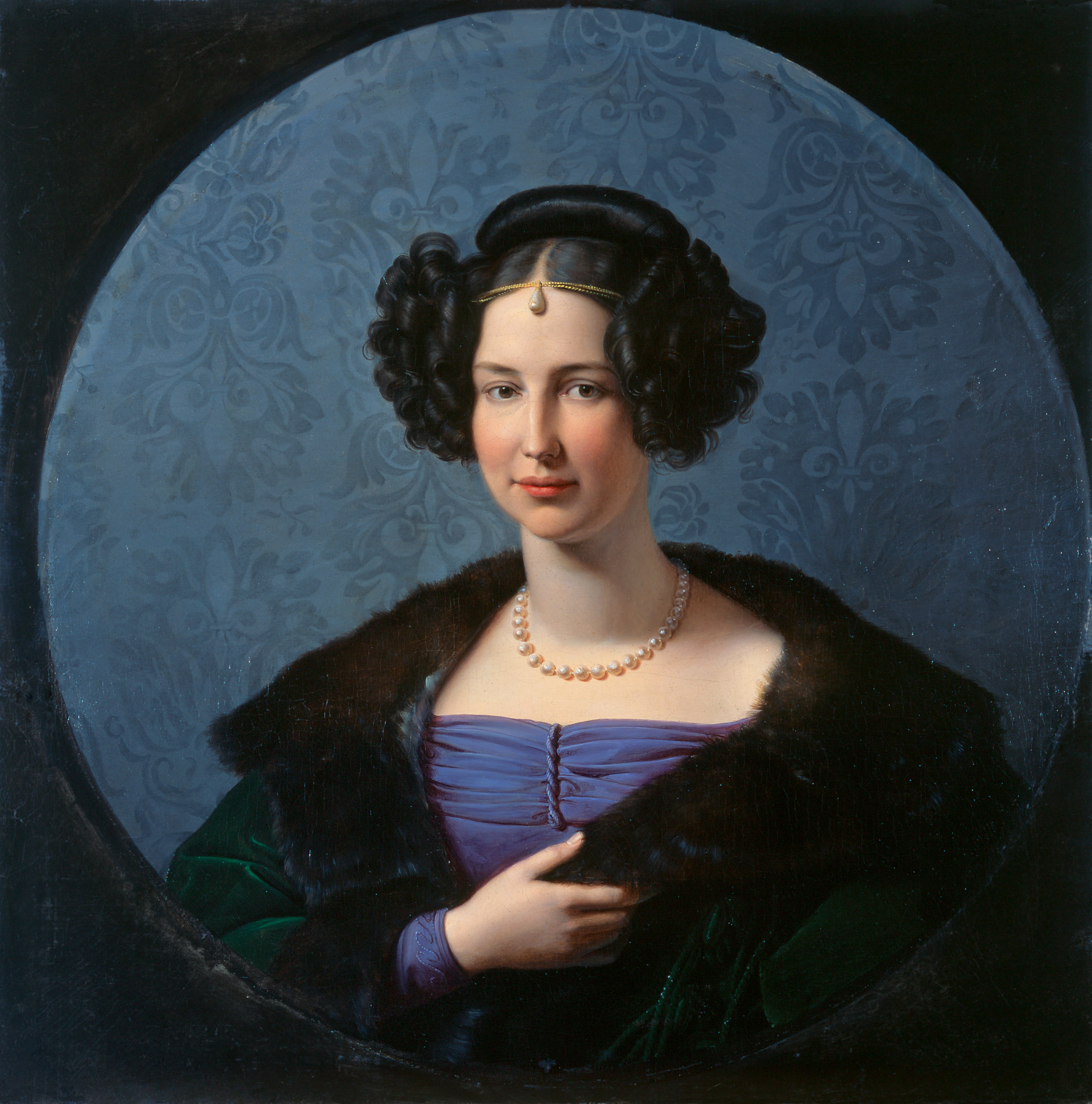
Luise von Anhalt-Bernburg, Prinzessin von Preußen, gemalt von Wilhelm von Schadow (1843)

Wilhelmine Luise von Anhalt-Bernburg (* 30. Oktober 1799 in Ballenstedt; † 9. Dezember 1882 auf Schloss Eller in Eller bei Düsseldorf) war eine Prinzessin von Anhalt-Bernburg und durch Heirat Prinzessin von Preußen. Nach ihrer Heirat ließ sie sich, wie bei den Hohenzollern im 19. Jahrhundert üblich, zeitlebens nach ihrem Mann Prinzeß Friedrich bzw. Prinzessin Friedrich von Preußen anreden.

## Leben
Luise kam als zweites Kind des Fürsten Alexius von Anhalt-Bernburg (1767–1834) und der Fürstin Friederike (1768–1839), Tochter des Landgrafen Wilhelm IX. von Hessen-Kassel, auf Schloss Ballenstedt zur Welt. Getauft wurde sie auf den Namen Wilhelmine Louise. Ihr Name wurde abwechselnd Louise oder Luise geschrieben, bis sich die deutsche Namensform durchgesetzt hatte. Am Ballenstedter Hof hatte Luise Umgang mit der Malerin Caroline Bardua und deren Schwester Wilhelmine, und die Prinzessin entwickelte sich auch selbst zu einer talentierten Zeichnerin.
Luise heiratete am 21. November 1817 auf dem väterlichen Schloss in Ballenstedt Prinz Friedrich von Preußen (1794–1863), einen Neffen König Friedrich Wilhelms III., den sie im Alter von 17 Jahren bei Hof in Dessau kennengelernt hatte. Sie lebten zunächst in Berlin, wo 1820 der erste Sohn Alexander geboren wurde. Mit ihrem Mann, der als Divisionskommandeur nach Düsseldorf beordert worden war, lebte Luise seit 1821 auf dem dortigen Schloss Jägerhof und im Sommer auf Schloss Benrath oder auf Burg Rheinstein, dessen Ruine Prinz Friedrich 1823 erworben und bis 1827 hatte ausbauen lassen. Der zweite Sohn Georg kam 1826 in Düsseldorf zur Welt. Das Paar förderte die Kunst und hatte erheblichen Einfluss auf das kulturelle Leben Düsseldorfs. In der Residenzstadt erhielt die Prinzessin Luise Zeichen- und Malunterricht von Wilhelm Kaulbach, Theodor Hildebrandt, Caspar Scheuren und Friedrich Heunert.

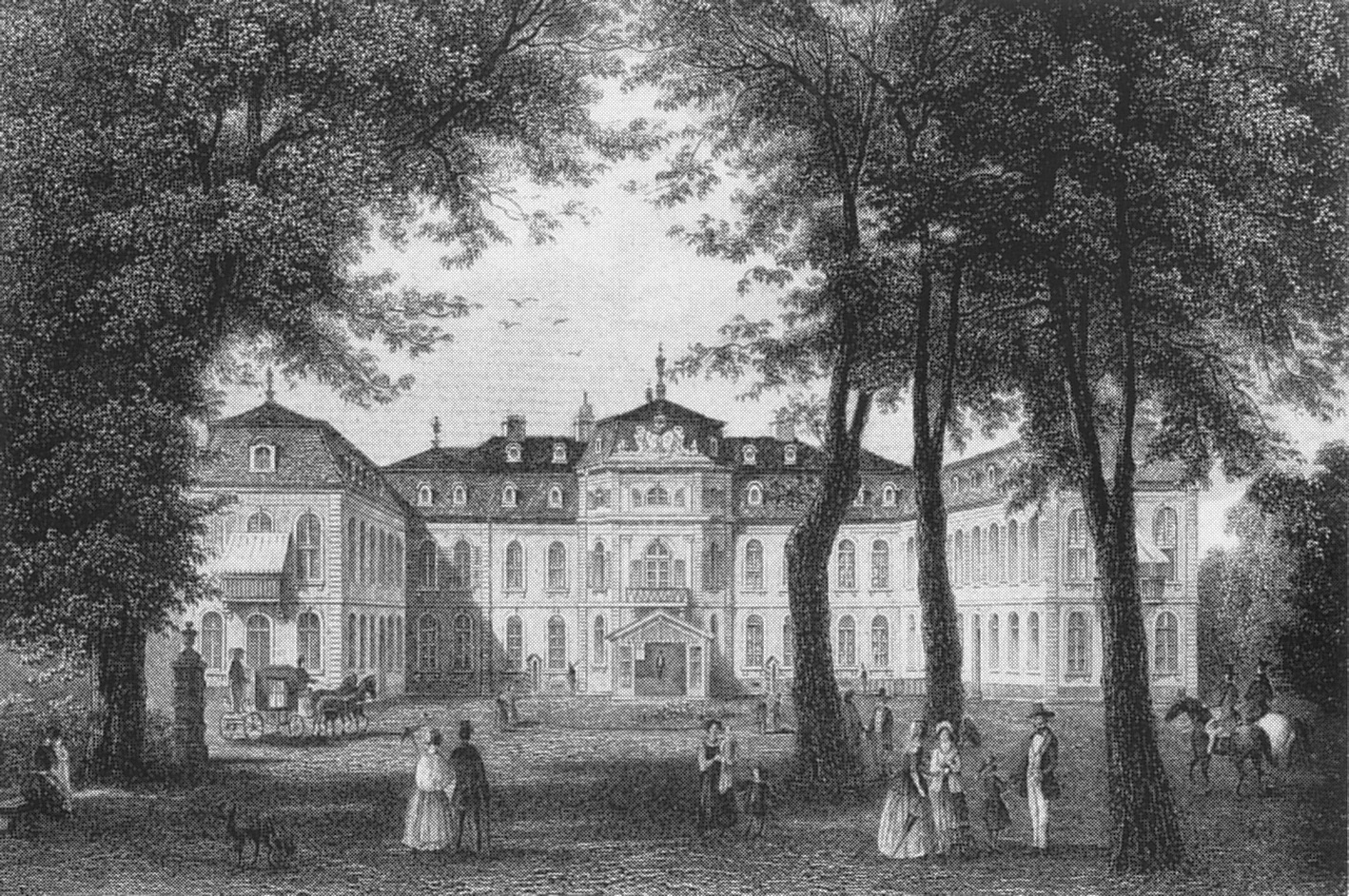
Schloss Jägerhof, Stahlstich um 1860

Zwischen 1834 und 1835 ließ Prinzessin Luise aus ihren privaten Mitteln die Klemenskirche in Trechtingshausen unterhalb der Burg Rheinstein erbauen. 1837 wurde sie Protektorin der neu gegründeten „Höheren Privatschule für evangelische Mädchen“ in Düsseldorf, die ihr zu Ehren Luisenschule (heutiges Luisen-Gymnasium) benannt und an ihrem Geburtstag, den 30. Oktober 1837 eröffnet wurde. Im gleichen Jahr ließ sie zum Gedenken an ihren 1834 verstorbenen Vater im Selketal das Alexiuskreuz setzen. Der alten Kapelle in Mägdesprung stiftete sie 1838 das von ihr in Öl gemalte Altarbild „Der kreuztragende Christus“, das sie im Stil der Nazarener nach einem Bild von Ernst Deger kopiert hatte. Es befindet sich heute in der evangelischen Petruskapelle in Alexisbad.
1843 erwarb sie Schloss Eller bei Düsseldorf, auf das sie sich zurückzog, um sich fernab vom Repräsentationsbetrieb Düsseldorfs ihrer geliebten Malerei zu widmen. Wegen der Revolution von 1848 wurde Prinz Friedrich mit seiner Familie jedoch nach Berlin zurückgerufen. Als Luise im Sommer 1855 für ein Musikfest nach Düsseldorf zurückkehrte, verhinderte ein chronisches Nervenleiden die Rückreise nach Berlin, und sie verblieb auf Dauer mit einem kleinen Hofstaat bis zu ihrem Tod auf Schloss Eller. Ihre fortschreitende Geisteskrankheit, die sie von ihrer Mutter geerbt hatte und von der auch ihr Bruder Herzog Alexander Carl wie auch ihr Sohn Alexander betroffen waren, wurde mit großer Diskretion behandelt. Luise war eine der prominentesten Patientinnen des homöopathischen Arztes Samuel Hahnemann, mit dem sie einen ausführlichen Briefwechsel führte. Ihr Mann blieb in Berlin, kam aber jedes Jahr zu Besuch, um den gemeinsamen Geburtstag in Eller zu feiern. Sooft es ihr möglich war, besuchte die evangelisch-reformierte Christin den Gottesdienst in der reformierten Dorfkirche von Urdenbach, deren Gemeinde sie finanziell und durch Schenkungen von Kirchengerät unterstützte.
Im Juli 1863 starb Luises Mann Prinz Friedrich und nur drei Wochen später auch ihr einziger Bruder Herzog Alexander Carl von Anhalt-Bernburg. Seitdem sah Luise sich als letztes Mitglied des Hauses Bernburg und lag mit Herzog Leopold von Anhalt in jahrelangem Streit um das Allodialerbe. Nach ihrem Tod auf Schloss Eller 1882 wurde sie neben ihrem Mann in der Gruft der Kapelle von Burg Rheinstein bestattet.

## Ehrungen
Nach ihr sind die Luisenstraße in Düsseldorf, der 1823 errichtete Luisentempel in Alexisbad, die Luisenklippe im Selketal sowie das Luisentor und der neue Luisenplatz in der Hansestadt Demmin benannt. Letztere, weil die junge Prinzessin auf einer Reise nach Putbus im Sommer 1821 mit ihrem Sohn Alexander in der Demminer Kuhstraße übernachtete. Die Straße und das Kuhtor wurden bald darauf nach ihr umbenannt.
Das Düsseldorfer Stadtmuseum ist im Besitz mehrerer ihrer Zeichnungen und Aquarelle, die es von März bis April 1998 in einer Ausstellung präsentierte und die anschließend von Juli bis August 1999 in den Römischen Bädern in Potsdam gezeigt wurden. Des Weiteren besitzt die Stiftung Schloss und Park Benrath einige Aquarelle sowie ein Herbartagebuch, das sie zwischen 1816 und 1834 anlegte.

## Nachkommen
Aus ihrer Ehe hatte Luise zwei Söhne:
- Alexander (1820–1896), blieb unverheiratet und ohne Nachkommen
- Georg (1826–1902), blieb unverheiratet und ohne Nachkommen